# چشم طمع به همسایه طبقه پنجم نداشته باشید
چشم طمع به همسایه طبقه پنجم نداشته باشید (اسپانیایی: No desearás al vecino del quinto‎؛ ‏انگلیسی: Thou Shalt Not Covet Thy Fifth Floor Neighbor) فیلمی اسپانیایی-ایتالیایی به کارگردانی تیتو فرناندس است که در سال ۱۹۷۰ منتشر شد و یکی از بزرگ‌ترین موفقیت‌های تجاری اسپانیا در دهه ۱۹۷۰ بود که بیش از ۴ میلیون نفر به تماشای آن نشستند.

## گزیدهٔ بازیگران
- آلفردو لاندا
- ژان سورل
- ایرا فون فورستنبرگ
- مارگوت کوتنس
- آنابلا اینکنتررا
- فرانکو بالدوچی
- مالیسا لونگو